# Ministerium für Verkehr und Straßensicherheit (Israel)

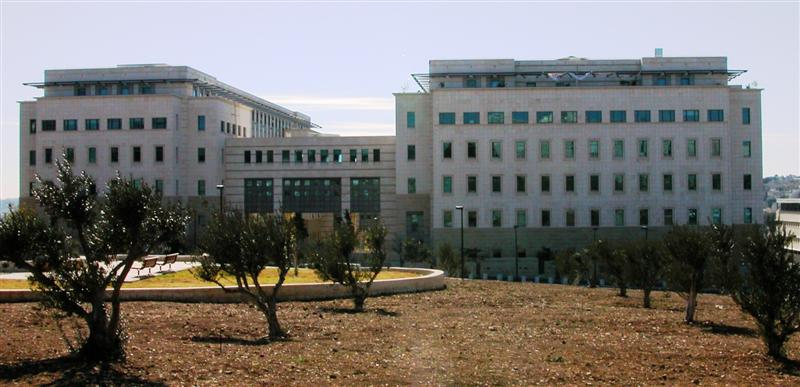
Gebäude des Ministeriums im Stadtteil Givʿat Ram in Jerusalem.

Das israelische Ministerium für Verkehr und Straßensicherheit (hebräisch מִשְׂרַד הַתַּחְבּוּרָה וְהַבְּטִיחוּת בַּדְּרָכִים Misrad haTachbūrah wəhaBṭīchūt baDrachīm, deutsch ‚Ministerium des Verkehrs und der Sicherheit auf den Wegen‘) ist zuständig für Verkehr und Verkehrssicherheit in Israel. Das Hauptquartier befindet sich in Givʿat Ram, Jerusalem. Zuerst hieß der zuständige Minister Minister für Verkehr (1948–2006), dann Minister für Verkehr und Verkehrssicherheit (2006–2009 und seit 2013), zwischenzeitlich auch Minister für Verkehr, nationale Infrastruktur und Verkehrssicherheit (2009–2013).

## Liste der Minister
| Minister              | Partei                     | Regierung          | Amtsdauer                         | Fußnote |
| --------------------- | -------------------------- | ------------------ | --------------------------------- | ------- |
| David Remez           | Mapai                      | 1.                 | 14. Mai 1948 – 1. Nov. 1950       |         |
| Dov Josef             | Mapai                      | 2.                 | 1. Nov. 1950 – 8. Okt. 1951       |         |
| David-Zwi Pinkas      | HaMisrachi                 | 3.                 | 8. Okt. 1951 – 14. Aug. 1952      |         |
| David Ben Gurion      | Mapai                      | 3.                 | 14. Aug. 1952 – 24. Dez. 1952     |         |
| Josef Serlin          | Allgemeine Zionisten       | 4.                 | 24. Dez. 1952 – 29. Dez. 1953     |         |
| Josef Sapir           | Allgemeine Zionisten       | 4., 5.             | 29. Dez. 1953 – 29. Juni 1955     |         |
| Salman Aran           | Mapai                      | 6.                 | 29. Juni 1955 – 3. Nov. 1955      |         |
| Mosche Karmel         | Achdut haʿAvoda            | 7., 8.             | 3. Nov. 1955 – 17. Dez. 1959      |         |
| Jitzchak Ben Aharon   | Achdut haʿAvoda            | 9., 10.            | 17. Dez. 1959 – 28. Mai 1962      |         |
| Jisraʾel Bar Jehuda   | Achdut haʿAvoda            | 10., 11., 12.      | 28. Mai 1962 – 4. Mai 1965        |         |
| Mosche Karmel         | Achdut haʿAvoda/HaMaʿarach | 12., 13., 14.      | 30. Mai 1965 – 15. Dez. 1969      |         |
| Ezer Weizman          | HaMaʿarach                 | 15.                | 15. Dez. 1969 – 6. Aug. 1970      |         |
| Schimon Peres         | HaMaʿarach                 | 15.                | 1. Sep. 1970 – 10. März 1974      |         |
| Aharon Jariv          | HaMaʿarach                 | 16.                | 10. März 1974 – 3. Juni 1974      |         |
| Gad Jaʿakobi          | HaMaʿarach                 | 17.                | 3. Juni 1974 – 20. Juni 1977      |         |
| Menachem Begin        | Likud                      | 18.                | 20. Juni 1977 – 24. Okt. 1977     |         |
| Meʾir ʿAmit           | Dasch                      | 18.                | 20. Juni 1977 – 15. Sep. 1978     |         |
| Chaim Landau          | Likud                      | 18.                | 15. Jan. 1979 – 5. Aug. 1981      |         |
| Chaim Korfu           | Likud                      | 19., 20., 21., 22. | 5. Aug. 1981 – 22. Dez. 1988      |         |
| Mosche Katzav         | Likud                      | 23., 24            | 22. Dez. 1988 – 13. Juli 1992     |         |
| Jisraʾel Keisar       | ʿAvoda                     | 25., 26.           | 13. Juli 1992 – 18. Juni 1996     |         |
| Jitzchak Levy         | Mafdal                     | 27.                | 18. Juni 1996 – 25. Feb. 1998     |         |
| Schaʾul Jahalom       | Mafdal                     | 27.                | 25. Feb. 1998 – 6. Juli 1999      |         |
| Jitzchak Mordechai    | Mifleget ha-Merkas         | 28.                | 6. Juli 1999 – 30. Mai 2000       |         |
| Amnon Lipkin-Schachak | Mifleget ha-Merkas         | 28.                | 11. Okt. 2000 – 7. März 2001      |         |
| Efraim Sneh           | ʿAvoda                     | 29.                | 7. März 2001 – 2. Nov. 2002       |         |
| Ariel Scharon         | Likud                      | 29.                | 2. Nov. 2002 – 15. Dez. 2002      |         |
| Zachi haNegbi         | Likud                      | 29.                | 15. Dez. 2002 – 28. Feb. 2003     |         |
| Avigdor Lieberman     | HaʾIchud haLeʾummi         | 30.                | 28. Feb. 2003 – 6. Juni 2004      |         |
| Meʾir Schitrit        | Likud                      | 30.                | 31. Aug. 2004 – 4. Mai 2006       |         |
| Schaʾul Mofas         | Qadima                     | 31.                | 4. Mai 2006 – 31. März 2009       |         |
| Jisraʾel Katz         | Likud                      | 32., 33., 34.      | 31. März 2009 – 17. Juni 2019     |         |
| Bezalel Smotrich      | Union der rechten Parteien | 34.                | 17. Juni 2019 – 17. Mai 2020      |         |
| Miri Regev            | Likud                      | 35.                | 17. Mai 2020 – 13. Juni 2021      |         |
| Merav Michaeli        | ʿAvoda                     | 36.                | 13. Juni 2021 – 29. Dezember 2022 |         |
| Miri Regev            | Likud                      | 37.                | 29. Dezember 2022 – amtierend     |         |

## Stellvertretende Minister
| Stellvertretender Minister | Partei                                     | Regierung | Amtsdauer                     | Fußnote |
| -------------------------- | ------------------------------------------ | --------- | ----------------------------- | ------- |
| Ruben Schreibman           | Mapai                                      | 2.        | 2. April 1951 – 8. Okt. 1951  |         |
| Gad Jaʿaqovi               | HaMaʿarach                                 | 15.       | 2. Nov. 1972 – 10. März 1974  |         |
| David Schiffman            | Likud                                      | 19.       | 11. Aug. 1981 – 18. Okt. 1982 |         |
| Pinchas Goldstein          | Miflaga Liberalit Chadasche                | 24.       | 2. Juli 1990 – 20. Nov. 1990  |         |
| Ephraim Gur                | Achdut leMaʿan haSchalom wehaʿAlijja/Likud | 24.       | 20. Nov. 1990 – 13. Juli 1992 |         |
| Avraham Jechesqʾel         | ʿAvoda                                     | 29.       | 7. März 2001 – 2. Nov. 2002   |         |
| Sofa Landver               | ʿAvoda                                     | 29.       | 12. Aug. 2002 – 2. Nov. 2002  |         |
| Schmuʾel Halpert           | Aguddat Jisraʾel                           | 30.       | 30. März 2005 – 4. Mai 2006   |         |
| Tzipi Hotovely             | Likud                                      | 33.       | 18. März 2013 – 14. Mai 2015  |         |